# Charon forsteri
Espèce
Synonymes
- Stygophrynus forsteri Dunn, 1949

Charon forsteri est une espèce d'amblypyges de la famille des Charontidae.

## Distribution
Cette espèce est endémique des Salomon.

## Description
Le mâle décrit par Rahmadi, Harvey et Kojima en 2011 mesure 18,50 mm et les femelles de 17,20 à 28,00 mm.

## Étymologie
Cette espèce est nommée en l'honneur de Raymond Robert Forster

## Publication originale
- (en) R. A. Dunn, « New Pedipalpi from Australia and the Solomon Islands », Memoirs of the National Museum of Victoria, Melbourne, Inconnu, vol. 16,‎ 1949, p. 7-15 (ISSN 0083-5986, DOI 10.24199/J.MMV.1949.16.01, lire en ligne).